# Cyclocephala villosa
Cyclocephala villosa är en skalbaggsart som beskrevs av Blanchard 1846. Cyclocephala villosa ingår i släktet Cyclocephala och familjen Dynastidae. Inga underarter finns listade i Catalogue of Life.